# Straßenbahnhaltestelle (Rauminstallation)
| Straßenbahnhaltestelle (Detail) (externer Weblink) - Hamburger Bahnhof – Nationalgalerie der Gegenwart |
| --- |

Straßenbahnhaltestelle / Tramstop / Fermata del Tram, 1961–1976, A Monument to the Future (so der vollständige Titel) ist eine Rauminstallation des deutschen Künstlers Joseph Beuys (1921–1986). Beuys hatte diese Installation ursprünglich für den deutschen Pavillon der 37. Biennale von Venedig 1976 geschaffen. Das Environment befindet sich heute in der ursprünglichen Erstfassung im Kröller-Müller Museum, Otterlo. Eine zweite Fassung existiert in der Sammlung Marx (zurzeit befindlich im Hamburger Bahnhof in Berlin).

## Geschichte
In den späten 1920er Jahren hatte Beuys oft, wenn er nach den Besuchen bei seinem Onkel Hubert Beuys nach Hause in die Kermesdahlstraße zurückwollte, an der Straßenbahnhaltestelle „Am Eisernen Mann“ auf der Nassauer Allee warten müssen, neben der sich ein seit 1829 dort aufgestelltes Denkmal befand. Es war ein Trophäenmal aus der Barockzeit, das der klevische Statthalter Prinz Johann Mauritz von Nassau-Siegen 1654 errichtet hatte. Den Namen „Eiserner Mann“ erhielt dieses ‚Cupido‘ genannte Denkmal 1920, nachdem die Straßenbahnlinie Kleve-Bedburg-Hau in Betrieb genommen wurde. Es ist eines der Denkmäler, die nach dem Einmarsch und den Zerstörungen der französischen Revolutionstruppen in Kleve 1794 nicht zerstört wurden. Um eine senkrecht aufgerichtete gusseiserne Feldschlange befanden sich vier in den Boden versenkte Mörserkessel gleichen Materials, „die mit dem glänzenden Walzeisen der Straßenbahnschienen“ kontrastierten.
Die Cupido-Säule erfuhr mehrere Neuaufstellungen. Als die Nassauer Allee im Zuge städtebaulicher Maßnahmen im März 1956 verbreitert wurde, wirkte die Aufstellung wie deponiert. 1973 wurde sie an ihren heutigen Standort (Nassauer Allee/ Ecke Lindenallee) umgesetzt, nachdem man sie 1963 an der östlichen Straßenseite der Allee aufgestellt hatte. Als Erwachsener stellte Beuys fest, dass Nassau sich mehrere dieser „Denkmäler des süßen Friedens“, wie sie einst betitelt waren, als Mahnmale an einen achtzigjährigen Krieg um Kleve hatte errichten lassen. Alle Denkmäler bestanden aus Waffen, Munitionstöpfen und Kanonenkugeln. Überdies war Beuys nach eigenem Bekunden als Kind fasziniert gewesen von den schweren, funkensprühenden Straßenbahnwaggons.

## Das Werk
| Straßenbahnhaltestelle (externer Weblink) - Deutscher Pavillon, Biennale Venedig 1976 |
| ------------------------------------------------------------------------------------- |

Diese Kindheitserinnerung bildeten den Ausgangspunkt der Straßenbahnhaltestelle, wie sie erstmals 1976 auf der Biennale in Venedig zu sehen war. Nachdem Beuys 1976 von Klaus Gallwitz, damals Kommissar für die Biennale in Venedig, neben Jochen Gerz und Reiner Ruthenbeck, für den Deutschen Pavillon ausgewählt wurde, arbeitete er im Frühjahr für zwei Wochen an der Erstellung des Abgusses der ‚Cupido-Säule‘. Für die Installation der Säule in Venedig wurde eine Bohrung im Zentrum des Raume bis auf das Lagunenwasser vorgenommen sowie vier Löcher für die vier um die Säule gruppierten Mörser aufgestemmt.
Der heutige Zustand, wie er im Kröller-Müller Museum in Otterlo zu sehen ist, besteht aus einer leicht nach oben verbogenen, 8,60 m langen, rostigen Straßenbahnschiene, deren Lauffläche ehemals blank war. Neben der Schiene liegen vier rostige, scharfkantige Rohre hintereinander und parallel dazu ist eine Feldschlange, ein Kanonentyp der frühen Neuzeit, arrangiert, die noch die Montagenuten eines Lafettengestänges besitzt. An der Mündung der Feldschlange befindet sich ein gusseiserner Kopf mit starrem, leidenden Gesichtsausdruck, dessen Ursprung wohl auf einem Kopf zurückgeht, den Beuys’ Schülerin Beatrix Sassen 1963 aus Ton gefertigt hatte. Vor dem Kopf sind ein Winkeleisen sowie mehrere Stangen (Bohrstäbe) platziert, die sich mit Nieten zu einem langen Stab verbinden lassen. Die Feldschlange, der Kopf und die vier Rohre sind Abgüsse von Originalgegenständen. Im Gegensatz zu der jetzigen Fassung in Otterlo war das Environment 1976 auf der Biennale aufrecht installiert.